# European Peace University
La European Peace University (EPU) (en français « Université Européenne de la Paix ») était une université privée située à Stadtschlaining, en Autriche.

## Historique
Elle est fondée en 1988 sous le nom de European University Center for Peace Studies par Gerald Mader au titre de président de l'ASPR, avec le support des commissions européennes de l'Unesco et est affiliée au centre Autrichien d’étude pour la Paix et la résolution de conflits (Austrian Study Center for Peace and Conflict Resolution - ASPR), situé lui aussi à Stadtschlaining.
Le 11 juillet 2013, son agrément comme université privée est annulé par l'Agence autrichienne pour l'assurance qualité, le Master of Arts en Peace and Conflict Studies se termine au 30 septembre 2014. L'annulation est définitive